# Paname (album)
Pour les articles homonymes, voir Paname.
Albums de Léo Ferré
Encore du Léo Ferré
(1958) Les Chansons d'Aragon
(1961)
Singles
1. Paname
Sortie : 1960
2. Jolie môme
Sortie : 1970

Paname est un album de Léo Ferré, paru en 1960 chez Barclay. Sans titre à l'origine, il est désormais identifié par le titre de la chanson qui ouvre le disque.

## Postérité
- Paname a été entre autres interprétée par Catherine Sauvage, Annie Cordy, Juliette Gréco et beaucoup plus récemment par Annick Cisaruk (2016). L'arrangeur de la chanson, Paul Mauriat lui-même, en a donné une version instrumentale à la tête de son propre orchestre en 1961.

- Merde à Vauban a été chantée par Francesca Solleville (1961), Marc Ogeret (1999), Bernard Lavilliers (2009).

- Les Poètes a été reprise par Marc et André, Marc Ogeret (1999), Bernard Lavilliers et Mélanie Dahan (2009), Serge Utgé-Royo (2010), et à l'étranger par Barb Jungr (en) (2000), Gianmaria Testa (2007) et G.W. Sok (en) avec Cannibales & Vahinés (2015).

- La Maffia a été reprise par le rappeur Tchad Unpoe (2006), Bernard Lavilliers (2009) et R.wan (2012).

- Jolie Môme a été reprise par Catherine Sauvage, Juliette Gréco, Jacques Higelin et plus récemment par La Tordue, Eva Lopez, Victoria Abril ou encore Annick Cisaruk. En 2009, les frères Larrieu utilisent un extrait de cette chanson dans la bande-son de leur film de science-fiction apocalyptique Les Derniers Jours du monde.

- Comme à Ostende a été chantée par Serge et Sonia (1961), Anne Gacoin (1962), Catherine Sauvage (1965), Jean-Roger Caussimon (1970), Arno (1996), Michel Hermon (1998), Joan-Pau Verdier (2001), Sapho (2006), Bernard Lavilliers (2009)...

- Si tu t'en vas a été reprise par Les Hurleurs en 2003 et par Bernard Lavilliers en 2009, et à l'étranger par le groupe italien Têtes de bois (2016).

## Titres
Textes et musiques de Léo Ferré, sauf indication contraire.
| 1. | Paname         |                | 4:31 |
| 2. | Merde à Vauban | Pierre Seghers | 3:10 |
| 3. | Les Poètes     |                | 2:48 |
| 4. | La Maffia      |                | 2:49 |

| 5. | Jolie môme                     |                      | 2:38 |
| 6. | Comme à Ostende                | Jean-Roger Caussimon | 3:35 |
| 7. | Quand c'est fini ça recommence | René Rouzaud         | 2:16 |
| 8. | Si tu t'en vas                 |                      | 4:02 |

Titres inédits issus des mêmes séances d'enregistrement (publiés en 2013) :
| No  | Titre                              | Durée |
| --- | ---------------------------------- | ----- |
| 9.  | La poésie fout l' camp, Villon !   | 2:18  |
| 10. | L'Âge d'or (version instrumentale) | 2:46  |

## Production
- Arrangements et direction musicale : Paul Mauriat (titres 1, 2, 5, 8), Jean-Michel Defaye[1] (titres 3, 4, 6, 7)
- Prise de son : Gerhard Lehner
- Supervision : Jean Fernandez
- Crédits visuels : André Gornet (photo de couverture), André Villers, Combier, Hubert Grooteclaes, Jean Mangeot, Luc Geslin
- Texte pochette originale : Jacqueline Cartier

## Historique des éditions
L'album paraît d'abord en 33 tours vinyl 25 cm (Barclay réf. 80133) avec une pochette ouvrante figurant un texte de présentation de Jacqueline Cartier ainsi que des photos de l'artiste et de sa famille. La photo de couverture, en couleurs, est signée André Gornet et montre Ferré debout, portant canne et chapeau, vêtu d'une chemise rouge et d'une vareuse bleue.
Le contenu de ce disque a aussi été diffusé en 1961 sous la forme de deux 45 tours (Barclay 70 366 et 70 384).
L'album est réédité sans titre en 1968, dans la série « Vedettes » au format 30 cm (Barclay 80 333), avec un couplage différent ne contenant plus huit titres mais douze : la chanson La Maffia est écartée, mais s'ajoutent cinq titres tirés de l'album public Flash ! Alhambra - A.B.C. paru en 1963 (Les Temps difficiles (deuxième version), Chanson mécanisée, Le Vent, Nous les filles, Regardez-les). Cette version de l'album comprend une pochette ouvrante et en couverture une photo en couleurs de Hubert Grooteclaes, montrant Ferré vêtu comme dans l'édition originale d'une chemise rouge et d'une vareuse bleue. Cette édition est reprise aux alentours de 1974, toujours sans titre, avec les mêmes morceaux et sous la même référence (Barclay 80 333), mais avec une nouvelle pochette de Patrick Ullmann, représentant Ferré aux cheveux longs, cigarette à la main, traité dans des tons bleutés et se détachant d'un fond noir.
Aux alentours de 1980, l'album est réédité sous le titre Paname dans un habillage en couleurs dû cette fois à Alain Marouani (Barclay 90 302).
Pour sa première édition sur support CD, l'album est regroupé avec quelques chansons de 1961 et neuf des douze titres du LP de 1962. Cette édition paraît en 1989 avec une nouvelle pochette et sous le titre de Paname 1960-1962 (Barclay 841 263-2).
L'album retrouve sa couverture et son couplage d'origine dans l'édition CD de 2003 (coffret Léo chante Ferré). Cette nouvelle édition remplace les enregistrements originaux (mono) de Paname, Comme à Ostende et Jolie Môme par des versions stéréo publiées en 1965 dans la compilation Léo Ferré chante en multiphonie-stéréo.